# Maestro d'Isacco

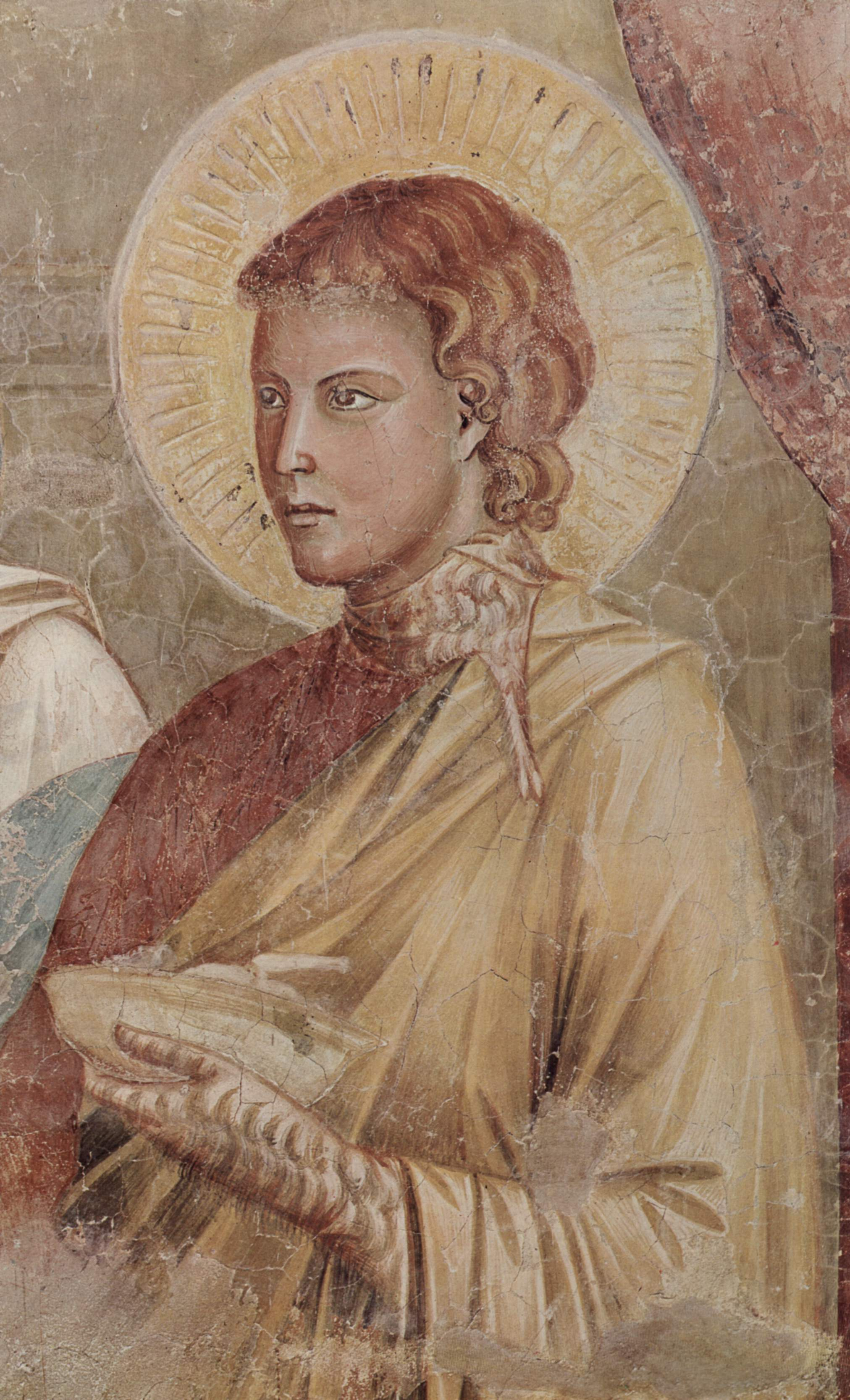
Isaac recevant Jacob (détail), église supérieure de la basilique Saint-François (Assise)

Maestro d'Isacco ou mieux, le Maestro delle Storie di Isacco (« Maître des histoires d'Isaac »), est le nom de convention d'un peintre anonyme italien de la fin du Duecento (le XIIIe siècle italien).

## Biographie
Deux scènes à fresque au niveau de l'église supérieure de la basilique Saint-François d'Assise, qui racontent l’histoire de la mort d’Isaac, constituent pour les historiens d’art, une véritable énigme encore loin d’être résolue.
Ces deux scènes sont d’une telle modernité qu’elles ont toujours alimenté des discussions sans fin quant à l’attribution de ces fresques à un peintre, sans nul doute en possession de grandes connaissances techniques et qui entrent à plein titre dans le cadre de ce que l’on appelle la question giottesque.
Se trouvant au registre supérieur de la basilique, à côté des fresques de l’école romaine (Stefano Pasquariello et Filippo Rusuti) et des toscans (élèves et disciples de Duccio di Buoninsegna et de Cimabue), le Maestro d’Isacco se distingue par la distribution des volumes et une tridimensionnalité qui anticipent de plusieurs années la révolution picturale de Giotto.
Pour cette raison, on a pensé à un maître romain à l’apogée de son activité (Pietro Cavallini) ou bien à un élève de Cimabue qui pourrait s’identifier au très jeune Giotto.
Quoi qu’il en soit, le Maestro d’Isacco, du fait de sa haute technicité au service d’une tridimensionnalité, peut être considéré comme étant l’un des premiers peintres gothiques italiens, bien au-dessus, par son originalité et sa technique, des peintres de son temps.

## Les fresques
Les deux fresques représentent : Isaac bénissant Jacob (Gen. 27, 1-29) et Isaac repoussant Ésaü (Gen. 27, 30-40).
La scénographie des deux tableaux est la même :
- Au premier plan Isaac, aveugle, est couché sur son lit de mort,
- Un autre personnage (Jacob pour l’une, sur l’autre Ésaü) forme un second plan,
- Un troisième plan est occupé par Rebecca qui surveille la scène, soucieuse de savoir si la duperie de l’échange des frères réussira.

Dans les deux cas, le fond de la scène est fermé par un lourd rideau et forme comme un tabernacle mettant en relief une sainte représentation, il crée une boite tridimensionnelle et définit la volumétrie des personnages qui opèrent dans l’espace scénique.
Une fausse architecture en légère perspective sert de cadre à l’espace où se trouve le lit d’Isaac, composant un imposant parallélépipède.
Le seul hiatus entre les deux scènes et la présence, dans la fresque de bénédiction de Jacob, d’un personnage qui soulève Isaac dans son lit et le fait que Rebecca soulevant la tenture, forme des plis qui donnent encore plus de mouvement à la scène.

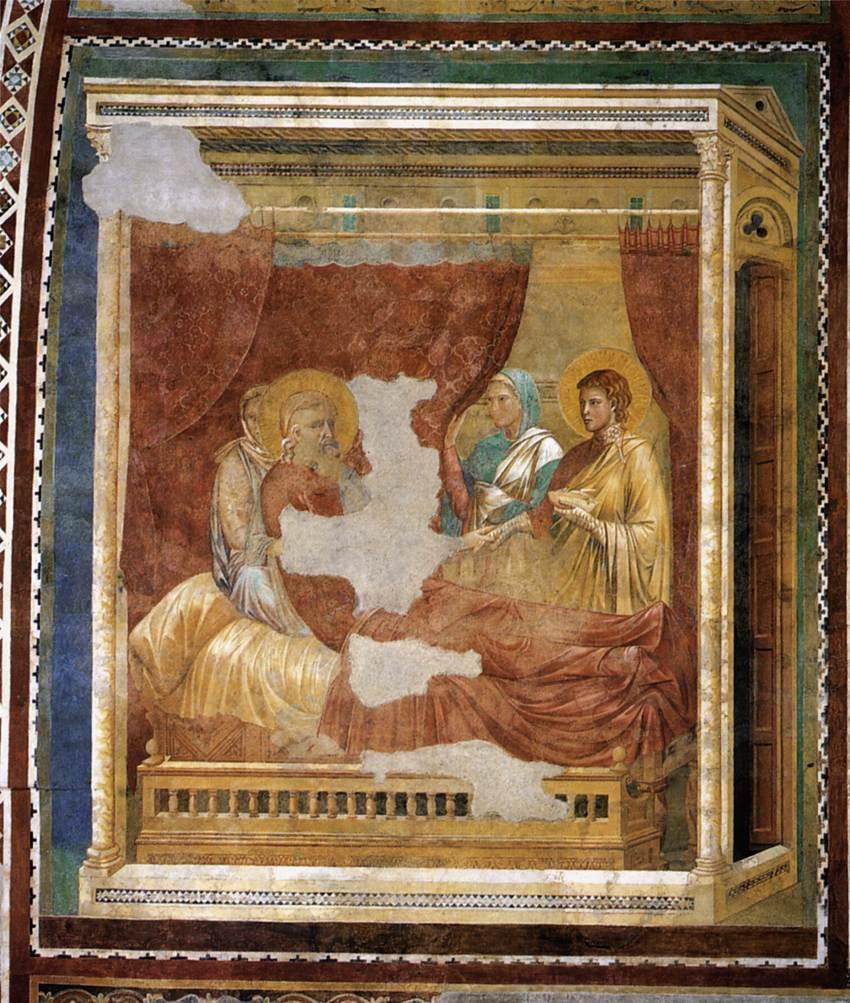
Isaac bénissant Jacob
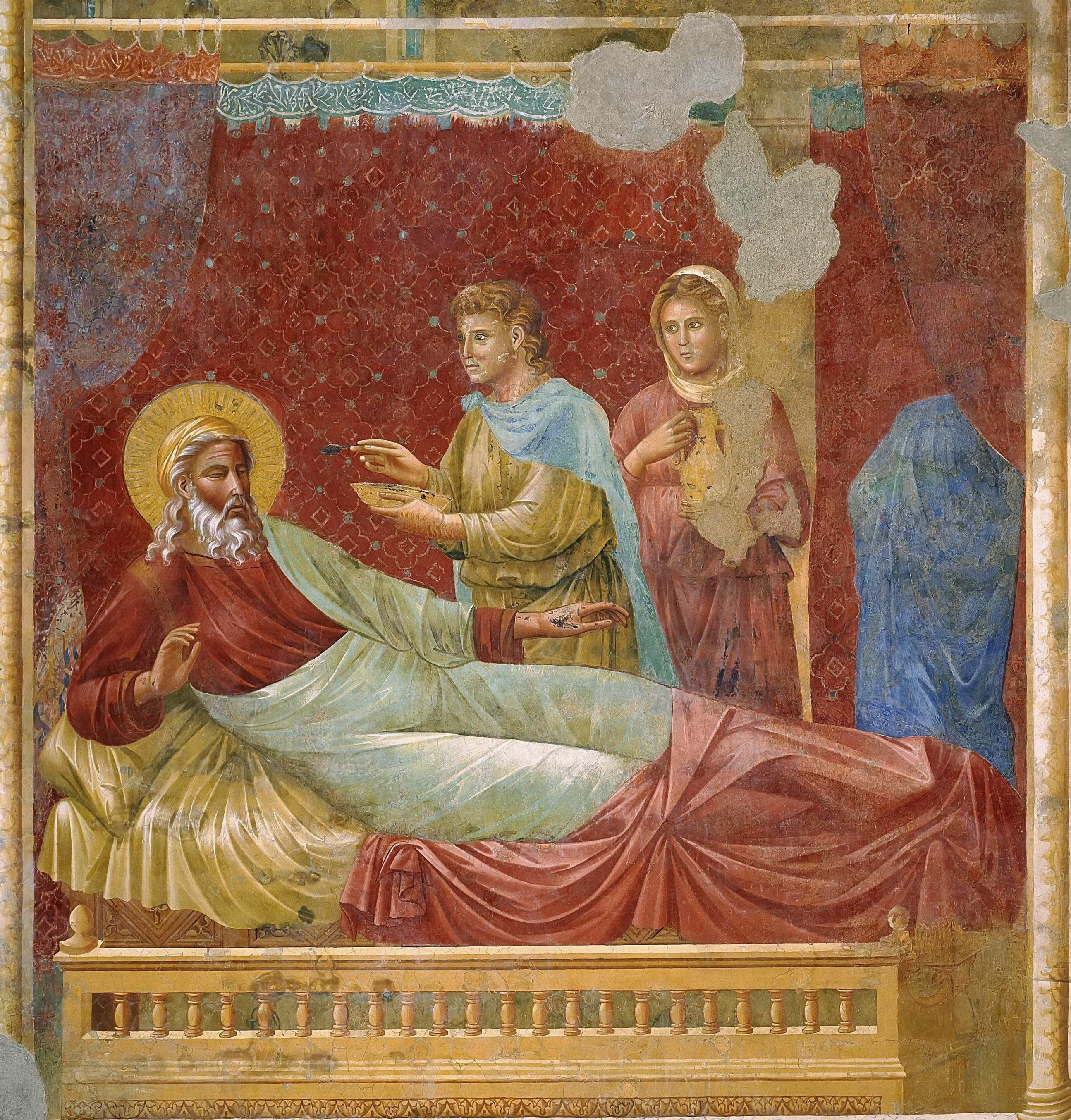
Isaac repoussant Ésaü

## La question de Giotto à Assise
Depuis de nombreuses décennies, la traditionnelle attribution à Giotto des fresques de la vie de Saint François de l'église supérieure de la basilique d’Assise, est sérieusement remise en cause, surtout par les études et les critiques d’art anglo-saxons (Rintelen, Oertel, Meiss), leurs homologues italiens, pour une bonne part, restent par contre convaincus par la thèse de Giorgio Vasari attribuant à Giotto ces œuvres. Récemment, l’intervention de Bruno Zanardi,, restaurateur de la basilique d’Assise après le tremblement de terre de 1997, a fortement ébranlé la séculaire opinion en rejoignant l’avis de Federico Zeri qui reconnait la main d’un peintre de l’école romaine, peut-être Pietro Cavallini, l’unique grand peintre du gothique qui étrangement, n’était pas présent sur le chantier d’Assise où par contre tous les autres peintres romains, ses contemporains, travaillaient (Jacopo Torriti et Filippo Rusuti).
L’attribution des fresques de Saint-François à Cavallini, qui reste encore une opinion minoritaire parmi les historiens d’art, jetterait un éclairage nouveau sur Maestro d’Isacco dont les fresques sont peut-être les plus proches de Cavallini, soit par sa technique, soit par les couleurs chaudes et les carnations si semblables aux fresques de Sainte-Cécile-du-Trastevere.
Nonobstant cette hypothèse, les attributions les plus acceptables sont encore celle à Giotto ou bien (moins accréditée) celle à Arnolfo di Cambio qui, à celle de sculpteur et d’architecte, ajouterait une rare habileté picturale.

## Œuvres
- Au Maestro d'Isacco sont attribuées une série d'histoires de l'Ancien Testament qui se trouvent dans l'église  supérieure de la basilique d'Assise, en particulier : 
(fresques : chacun des panneaux de 300 × 300 cm datant de 1291-1295 environ).
  - Isaac recevant Ésaü
  - Isaac bénissant Jacob
  - Joseph descend dans le puits
  - La Coupe retrouvée dans le sac de Benjamin
  - Le Meurtre d'Abel
  - Les Docteurs de l'Église (voûte)

## Sources
- (it) Cet article est partiellement ou en totalité issu de l’article de Wikipédia en italien intitulé « Maestro d'Isacco » (voir la liste des auteurs).